# Paul-Émile Léger
Pour les articles homonymes, voir Léger.
Paul-Émile Léger, né le 26 avril 1904 et mort le 13 novembre 1991, était un ecclésiastique catholique canadien du Québec. Il est archevêque de Montréal de 1950 à 1967 et cardinal. Il est le frère de Jules Léger, homme d’État et diplomate.
Les médias québécois dépeignent aujourd'hui l'héritage cardinal Léger de manière peu élogieuse,, celui-ci ayant signé avec Maurice Duplessis, le 12 août 1954, l'arrêté ministériel demandant d'interner des orphelins dans des hôpitaux psychiatriques, donnant ainsi lieu au scandale des orphelins de Duplessis.

## Biographie
Paul-Émile Léger est né à Salaberry-de-Valleyfield, au Québec. De 1916 à 1925, il étudia au Séminaire Sainte-Thérèse, mais une maladie le força à interrompre ses études pendant quatre années. Léger fut admis au Collège des Jésuites de Sault-au-Récollet, mais on le jugea trop émotif pour continuer ses études dans cet ordre.

### Débuts religieux
Après son passage au Séminaire de Montréal (où il obtient une licence en théologie en 1929), il est ordonné prêtre le 25 mai 1929. Léger rejoint ensuite la Compagnie des prêtres de Saint-Sulpice, et fait son noviciat à Issy-les-Moulineaux, près de Paris. Dans cette ville, il étudie à l'Institut catholique de Paris, et reçoit un doctorat en loi canonique en 1931. Il enseigne la théologie au Séminaire Saint-Sulpice de Paris pendant un an, et sert d'assistant au maître des novices de 1932 à 1933. Cette année-là, il est envoyé au Japon pour créer un séminaire à Fukuoka pour la formation des futurs prêtres japonais. Léger fait du travail de pastorale à Ōmuta et enseigne la philosophie à ce séminaire jusqu'en 1939. À son retour au Canada durant la Seconde Guerre mondiale, il devient professeur de sociologie à Montréal et professeur d'apologétique à l'Institut Pie XI de 1939 à 1940. En 1940, Paul-Émile Léger est nommé vicaire général de Valleyfield et se voit élevé au rang de monseigneur le 29 septembre 1942. Il doit quitter temporairement la Compagnie des prêtres de Saint-Sulpice afin d'accomplir ses devoirs diocésains, mais revient dans la Compagnie en 1947. En plus, cette année-là, il devient recteur du Collège pontifical canadien à Rome.

### Archevêque, Vatican et Afrique

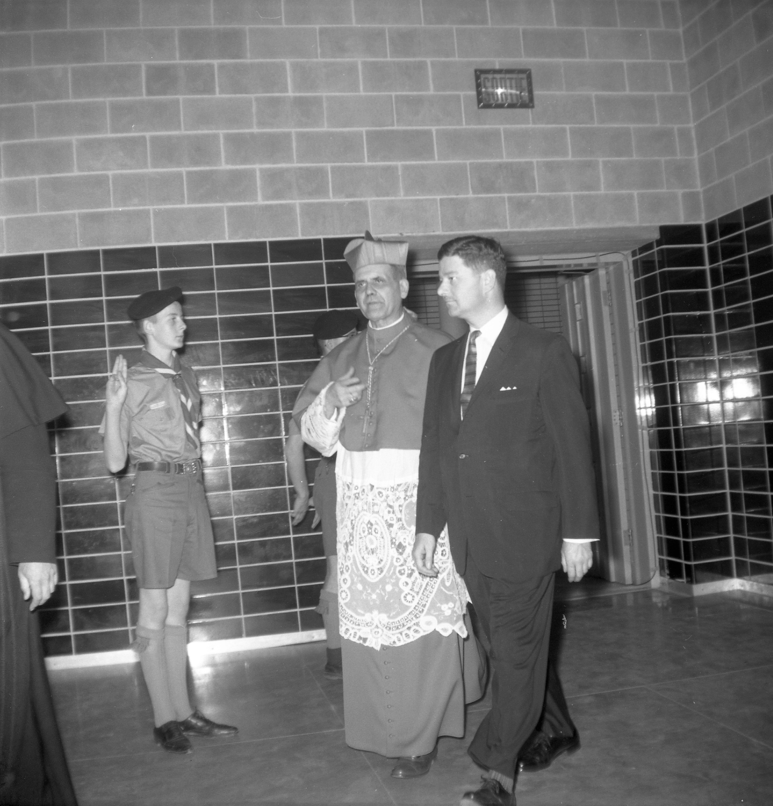
Paul-Émile Léger (à gauche), avec Paul Gérin-Lajoie, en 1962.

Le 25 mars 1950, il est nommé archevêque de Montréal par le pape Pie XII. Léger est consacré le 26 avril suivant par le cardinal Adeodato Giovanni Piazza, OCD, avec l'archevêque Maurice Roy et l'évêque sulpicien Jean-Julien Weber, comme coconsécrateurs. Il est créé cardinal avec le titre de cardinal-prêtre de S. Maria degli Angeli par Pie XII lors du consistoire du 12 janvier 1953, et sera l'un des membres du conclave lors de l'élection papale de 1958 à l'issue duquel Jean XXIII fut élu. Durant son mandat à Montréal, il interdit à son clergé de faire partie du Club Rotary. De 1950 à 1967, il est animateur de l'émission religieuse Chapelet en famille.
Le cardinal Paul-Émile Léger a été un des leaders du Concile Vatican II de 1962 à 1965, où il a soutenu la liberté de religion, le contrôle des naissances, l'égalité conjugale ainsi que la procréation pendant le mariage. De plus, il était d'avis que les pères du concile avaient besoin d'une déclaration plus forte contre l'antisémitisme représentant un acte nécessaire pour une Église renouvelée.
Léger démissionne de son poste d'archevêque de Montréal le 20 avril 1968 pour travailler comme missionnaire en Afrique, plus précisément au Cameroun parmi les lépreux et les enfants handicapés. La même année, il est fait Compagnon de l'Ordre du Canada.
Dix ans plus tard, en 1978, il participe au conclave qui élira le pape Jean-Paul Ier en août. Un mois plus tard, à la suite du décès du pape, il se retrouve à nouveau dans le conclave qui élira Jean-Paul II. Du 2 mai 1989 jusqu'à son décès en 1991, il a été le cardinal vivant ayant le plus d’ancienneté.
Paul-Émile Léger est décédé d'une pneumonie à l'Hôtel-Dieu de Montréal en 1991 à l'âge de 87 ans. Son service funèbre a été célébré par Monseigneur Jean-Claude Turcotte. Il était le dernier cardinal vivant à avoir été créé par le pape Pie XII.

## Succession apostolique
Paul-Émile Léger a ordonné les évêques suivants :
- Évêque Firmin Courtemanche (de), M.Afr. (1953)
- Évêque Laurent Morin (de) (1955)
- Évêque Valérien Bélanger (de) (1956)
- Évêque Joseph Gustave Roland Prévost Godard (zh), P.M.E. (1957)
- Évêque Alexander Carter (1957)
- Évêque Gabriel Champagne, M.Afr. (1957)
- Évêque Paul-Maurice Choquet (de), C.S.C. (1959)
- Évêque William Edward Power (1960)
- Cardinal Paul Grégoire (1961)
- Cardinal Gerald Emmett Carter (1962)
- Évêque Adrien André Maria Cimichella (de), O.S.M. (1964)

## Honneurs
- 1968 - Compagnon de l'Ordre du Canada.

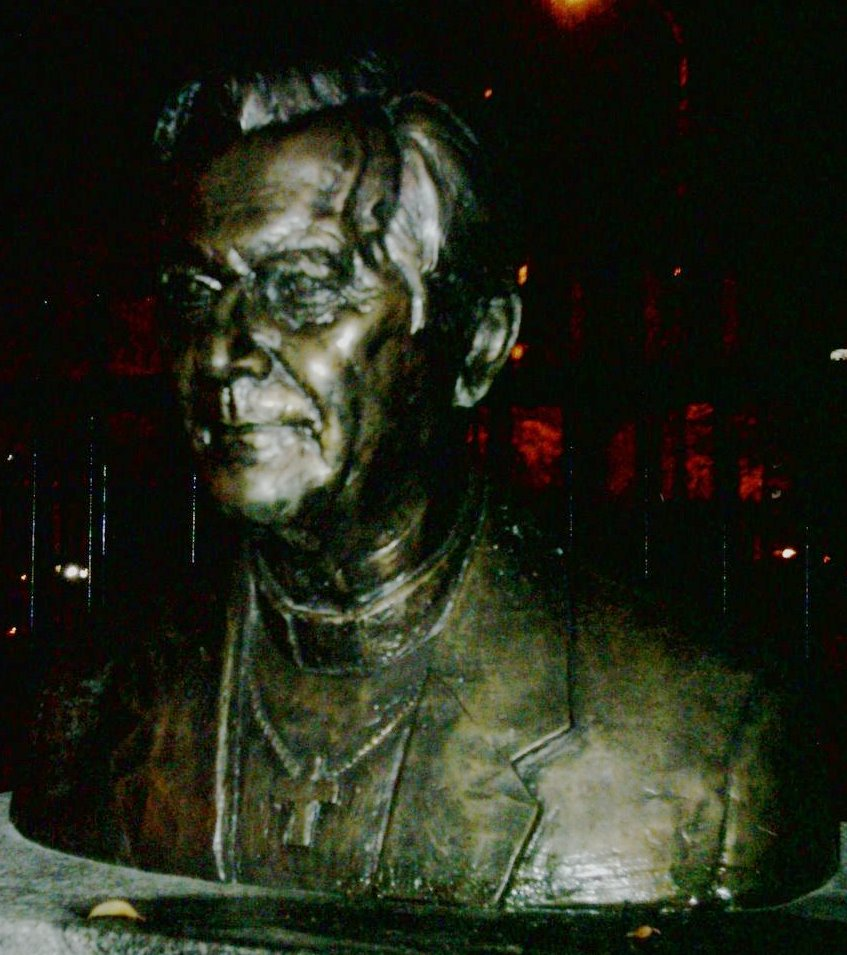
Bronze représentant Paul-Émile Léger, situé au Parc Paul-Émile Léger, boulevard René-Lévesque à Montréal à l'est du boulevard Saint-Laurent. Citation du cardinal : « La dignité est un droit inaliénable pour tout être humain, quelle que soit sa condition. » — Œuvre de Paul Lancz

- 1979 - Médaille Pearson pour la paix pour son travail humanitaire
- 1983 - Prix Chomedey-de-Maisonneuve
- 1985 - Grand officier de l'Ordre national du Québec
- Membre de la Légion d'honneur
- Membre de l'ordre souverain de Malte
- Treize doctorats d'universités québécoises, canadiennes et américaines
- Associé-correspondant de l'Académie de Stanislas

## Anecdotes
- Avant de devenir prêtre, Paul-Émile Léger a travaillé comme mécanicien, comme ouvrier de voie ferrée et comme boucher.
- Son père était un commerçant local et son frère, Jules Léger, un diplomate qui devint Gouverneur général du Canada en 1974.
- Plusieurs écoles catholiques ont été nommées en son honneur au Québec et au Canada.
- Alors qu'il était en Afrique un feu de brousse menaçait un village. Le cardinal prit une couverture humide pour isoler le réservoir à essence d'une Citroën 2CV qu'il utilisa pour avertir les villageois du danger. Quand il est revenu les pare-chocs en plastiques avaient fondu.[réf. nécessaire]

Le fonds d'archives de Paul-Émile Léger est conservé au centre d'archives de Montréal de Bibliothèque et Archives nationales du Québec.